# Сереија (Новара)
Сереија је насеље у Италији у округу Новара, региону Пијемонт.
Према процени из 2011. у насељу је живело 37 становника. Насеље се налази на надморској висини од 411 м.